# U.S. Men's Clay Court Championships 2004
U.S. Men's Clay Court Championships 2004 — тенісний турнір, що проходив на ґрунтових кортах у місті Х'юстон, USA з 12 квітня . Належав до категорії International Series.

## Фінальна частина

### Одиночний розряд
Томмі Гаас —  Енді Роддік 6–3, 6–4

### Парний розряд
Джеймс Блейк /  Марді Фіш —  Рік Ліч /  Браян Макфі 6–3, 6–4